# NGC 7366
NGC 7366 est une vaste galaxie lenticulaire (ou elliptique?) relativement éloignée et située dans la constellation de Pégase. Cette galaxie a été découverte par l'astronome allemand Albert Marth en 1864. Sa vitesse par rapport au fond diffus cosmologique est de 11 266 ± 54 km/s, ce qui correspond à une distance de Hubble de 166,2 ± 11,7 Mpc (∼542 millions d'al).
Bien que certains classifient NGC 7366 comme une galaxie spirale, l'image obtenue du relevé SDSS ne montre aucune structure spiralée dans le disque de cette galaxie.